# Schlehdorn / Kirchhorst
Koordinaten: 51° 35′ 13″ N, 6° 53′ 54″ O
Das Naturschutzgebiet Schlehdorn / Kirchhorst liegt auf dem Gebiet der kreisfreien Stadt Bottrop in Nordrhein-Westfalen. 
Das Gebiet erstreckt sich nordwestlich der Kernstadt von Bottrop und nördlich des Bottroper Stadtteils Grafenwald. Westlich des Gebietes verläuft die Landesstraße L 621 und östlich die L 623. Westlich erstrecken sich das etwa 54,3 ha große Naturschutzgebiet (NSG) Heidesee (BOT-004) und das etwa 413,5 ha große NSG Kirchheller Heide und Hilsfelder Wald (BOT-007).

## Bedeutung
Das etwa 35,6 ha große Gebiet wurde im Jahr 2015 unter der Schlüsselnummer BOT-012 unter Naturschutz gestellt. Schutzziel ist der Erhalt eines naturnahen Laubmischwaldes mit Alt- und Totholz in Verbindung mit artenreichen Feuchtgrünlandgesellschaften als selten gewordener Lebensraumkomplex im Emscherland.